# Episodi di Prima o poi divorzio! (terza stagione)
La terza stagione della serie televisiva Prima o poi divorzio! è andata in onda negli Stati Uniti d'America dal 23 settembre 2002 al 19 maggio 2003 sul canale CBS.
In Italia è andata in onda dal 7 luglio 2006 al 24 luglio 2006 su Italia 1.
| nº | Titolo originale                                | Titolo italiano               | Prima TV USA      | Prima TV Italia |
| -- | ----------------------------------------------- | ----------------------------- | ----------------- | --------------- |
| 1  | Spanks, but no Spanks                           | Un brutto papà cattivo        | 23 settembre 2002 | 7 luglio 2006   |
| 2  | Nitpicking                                      | Le bugie hanno le gambe corte | 30 settembre 2002 |                 |
| 3  | Sammy's Independence Day                        | Genitori oppressivi           | 7 ottobre 2002    |                 |
| 4  | House of the Rising Son                         | La casa dei sogni             | 14 ottobre 2002   |                 |
| 5  | Kim's New Nanny                                 | Una questione di principio    | 21 ottobre 2002   |                 |
| 6  | Mr. Big Shot                                    | Il sig. Pezzo Grosso          | 28 ottobre 2002   |                 |
| 7  | Wife Swapping                                   | Scambio di coppia             | 4 novembre 2002   |                 |
| 8  | Make Every Second Count (a.k.a. Sloppy Seconds) | Tutti i figli sono uguali     | 11 novembre 2002  |                 |
| 9  | Jimmy Saves the Day                             | L'eroe del giorno             | 18 novembre 2002  |                 |
| 10 | We're Having a Baby                             | Cicogna in arrivo             | 25 novembre 2002  |                 |
| 11 | Home Is Where the Heart Isn't                   | Istinto primordiale           | 16 dicembre 2002  |                 |
| 12 | Trophy Husband                                  | Trofei speciali               | 6 gennaio 2003    |                 |
| 13 | Space Jam                                       | Sospetti                      | 20 gennaio 2003   |                 |
| 14 | Let's Get Jaggy with It                         | È nata una stella             | 3 febbraio 2003   |                 |
| 15 | House of Cards                                  | Il biglietto                  | 10 febbraio 2003  |                 |
| 16 | Hustlin' Hughes                                 | Ricordi di gioventù           | 17 febbraio 2003  |                 |
| 17 | Flirtin' with Disaster                          | Attrazione fatale             | 24 febbraio 2003  |                 |
| 18 | Savitsky's Beach House                          | Weekend di paura              | 10 marzo 2003     |                 |
| 19 | March Madness                                   | Finale di basket              | 31 marzo 2003     |                 |
| 20 | Good Squirrel Hunting                           | Lotta per la sopravvivenza    | 14 aprile 2003    |                 |
| 21 | Jimmy's Dumb                                    | Test di scienze               | 28 aprile 2003    |                 |
| 22 | Sorority Girl                                   | Sotto esame                   | 5 maggio 2003     |                 |
| 23 | Savitsky's Tennis Club                          | Il club del tennis            | 12 maggio 2003    |                 |
| 24 | When Jimmy Met Greggy                           | Il primo incontro             | 19 maggio 2003    | 24 luglio 2006  |